# Суга, Сикао
Сикао Суга (яп. スガ シカオ Суга Сикао, настоящее имя — яп. 菅 止戈男, читается так же, род. 28 июля 1966 в Сибуя-ку, Токио) — японский музыкант и певец.
Единственный ребёнок. Рост 171 см, вес 57 кг. Знак звериного гороскопа — волк. Его музыка — смесь фанка и соула. Его первый альбом вышел на лейбле EP в 1997.

## Биография
Выпустившись из Токийского университета Кэдзай, он 4 года работал служащим в индустрии рекламы. Ему было 28 лет, когда он ушёл из компании с целью стать профессиональным музыкантом, и на момент официального дебюта ему было уже 30 лет.
Компания предлагала ему повышение, увеличение зарплаты, но он всё же ушёл, и не отказался от своей мечты даже когда, по его словам, в доме не было ничего, кроме риса, и ел он раз в день, чтобы принять лекарство от желудка.
Несмотря на нетрадиционный дебют (возраст сильно выше среднего J-Pop исполнителя, большое внимание к текстам песен) его песни вскоре начали активно крутиться на радио, а появления в музыкальных журналах привлекли серьёзное внимание представителей индустрии.
Дебютным синглом стал «Взрывая чарты», но на самом деле первым был сингл «Золотая луна». Его запись уже была закончена, когда представители компании услышали вторую песню, и решили, что именно она сможет стать достаточно популярной, чтобы автора начали узнавать.
Несколько его песен появились в аниме сериале Мёд и клевер, включая Августовскую серенаду, Луна и нож и Обещание. Песня Yozora no Mukou («За вечерним небом») (исполняется SMAP), для которой он написал стихи, появилась в нескольких японских сборниках текстов. Также он написал заглавную тему фильма ×××HOLiC Куколка ~theme from ×××HOLiC the movie~ и для сериала ×××HOLiC, 19 лет. Сон в летнюю ночь появилась в последнем live action фильме Death Note. Yuudachi («Вечерний ливень») использовалась как эндинг для фильма Boogiepop and Others и опенинг для сериала Boogiepop Phantom.

### Факты
Группа, работающая с ним в турах, называется «Shikao&The Family Sugar». Источник названия — Sly & the Family Stone.
До марта 2002 года выкуривал по 2 пачки в день.
Фанат Харуки Мураками, который, в свою очередь, признался в любви к текстам Сикао, и использовал реальный текст в книге After Dark.
В хороших отношениях с Кадзутоси Сакураем из Mr.Children.
Играет на гитаре в песне Seamo «Fly away».
Песня Yozora no Mukou, перепетая Eurobeat Lovers, появилась в 6-м миксе песен для танцевального автомата Dance Dance Revolution.

## Сотрудничество

### Фукумими
Группа Фукумими (яп. 福耳) (Мягкие уши) была создана артистами лейбла Office Augusta в 1998 году. Последний сингл, «DANCE BABY DANCE», выпущен 16 июля 2008 года.
Участники:
- Сикао Суга
- Кёко (яп. 杏子 Кё:ко)
- Масаёси Ямадзаки (яп. 山崎まさよし Ямадзаки Масаёси)
- дуэт COIL
- Титосэ Хадзимэ (яп. 元 ちとせ Хадзимэ Титосэ)
- дуэт Сукима Свитч (яп. スキマスイッチ Сукима Суитти)
- Юко Араки (яп. あらきゆうこ Араки Ю:ко)

### Кокуа
В 2006 году для телепередачи канала NHK была образована группа Кокуа (яп. kōkua ко:куа), которая выступила на 57 выпуске Кохаку Утагассэн, ежегодной музыкальной передачи.
Состав:
- Сатоси Такэбэ (яп. 武部 聡志 Такэбэ Сатоси) — продюсирование, аранжировки, клавишные;
- Сикао Суга — слова, музыка, вокал;
- Хирокадзу Огура (яп. 小倉 博和 Огура Хирокадзу) — гитара, групповые аранжировки;
- Такамунэ Нэгиси (яп. 根岸 孝旨 Нэгиси Такамунэ) (Dr.StrangeLove) — бас;
- Гота Ясики (яп. 屋敷豪太 Ясики Го:та) — ударные.

### Прочие артисты
Сикао Суга участвовал в создании песен следующих артистов:
- Кёко
Happy Birthday (музыка и слова)
TOKYO DEEP LONDON HIGH (запись)
Как издёвка (яп. イジメテミタイ Идзимэтэ митай) (музыка и слова)
- SMAP
Koko ni Iru Koto (музыка, слова, аранжировки)
Yozora no Mukou (слова)
- Тисато Моритака
Семена одуванчиков (яп. たんぽぽの種 Танпопо но танэ) (музыка, аранжировки)
Sava Sava (запись)
Дневная звезда (яп. まひるの星 Махиру но хоси) (музыка)
- KAT-TUN
Real Face (слова)
- Араси
Небесная педаль (яп. アオゾラペダル Аодзора пэдару) (слова, музыка)
- CHEMISTRY
You got me (гитара)
- Seamo
Fly away (гитара)

## Дискография

### Мини-альбомы
1. 0101 (1995)

### Альбомы
1. Clover (7 сентября 1997)
2. FAMILY (24 июня 1998)
3. Sweet (8 сентября 1999)
4. 4Flusher (25 октября 2000)
5. Sugarless (3 октября 2001) (сборник)
6. SMILE (7 мая 2003)
7. THE BEST HITS OF LIVE RECORDINGS－THANK YOU－ (5 ноября 2003) (сборник)
8. TIME (17 ноября 2004)
9. PARADE (6 сентября 2006)
10. ALL SINGLES BEST (24 января 2007) (сборник)
11. ALL LIVE BEST (10 октября 2007) (сборник)
12. FUNKAHOLiC (10 сентября 2008)
13. FUNKASTiC (12 мая 2010)
14. Sugarless II (10 августа 2011) (анонсирован)

### Синглы
| Дата релиза      | Название                     | Транслитерация               | Перевод                  |
| ---------------- | ---------------------------- | ---------------------------- | ------------------------ |
| 26 февраля 1997  | ヒットチャートをかけぬけろ   | Хитто тя-то о какэнукэро     | Взрывая чарты            |
| 28 мая 1997      | 黄金の月                     | О:гон но цуки                | Золотая луна             |
| 30 июля 1997     | ドキドキしちゃう             | Докидоки ситяу               | Стучащее сердце          |
| 21 ноября 1997   | 愛について                   | Аи ни цуитэ                  | О любви                  |
| 27 мая 1998      | ストーリー                   | Суто: ри                     | История                  |
| 18 ноября 1998   | ぼくたちの日々               | Бокутати но хиби             | Наши дни                 |
| 23 июня 1999     | 夜明けまえ                   | Ёакэ маэ                     | Перед рассветом          |
| 18 августа 1999  | あまい果実                   | Амаи кадзицу                 | Сладкий фрукт            |
| 2 августа 2000   | SPIRIT                       | SPIRIT                       | Дух                      |
| 12 октября 2000  | AFFAIR                       | AFFAIR                       | Роман                    |
| 1 августа 2001   | 8月のセレナーデ              | Хатигацу но сэрэна-дэ        | Августовская серенада    |
| 17 января 2002   | 青空／Cloudy                 | Аодзора/Cloudy               | Синее небо/ Облака       |
| 29 мая 2002      | アシンメトリー               | Асиммэтори-                  | Асимметрия               |
| 26 февраля 2003  | サヨナラ/気まぐれ            | Саёнара/Кимагурэ             | Прощание/Каприз          |
| 12 мая 2004      | 秘密                         | Химицу                       | Секрет                   |
| 25 августа 2004  | クライマックス               | Кураймаккусу                 | Пик                      |
| 27 октября 2004  | 光の川                       | Хикари но кава               | Река света               |
| 10 августа 2005  | 奇跡/夏陰～なつかげ～/サナギ | Кисэки/Нацукагэ/Санаги       | Чудо/Летняя тень/Куколка |
| 26 апреля 2006   | 19才                         | Дзю: кю: сай                 | 19 лет                   |
| 21 сентября 2006 | 真夏の夜（よる）のユメ       | Маннацу но ёру но юмэ        | Сон в летнюю ночь        |
| 6 сентября 2006  | 午後のパレード               | Гого но парэдо               | Полуденный парад         |
| 13 июня 2007     | フォノスコープ               | Фоносукопу                   | Фоноскоп                 |
| 14 мая 2008      | NOBODY KNOWS                 | NOBODY KNOWS                 | Никто не знает           |
| 3 сентября 2008  | コノユビトマレ               | Коно юби томарэ              | Останови палец           |
| 15 июля 2009     | Party People                 | Party People                 | Люди вечеринок           |
| 25 ноября 2009   | はじまりの日 feat.Mummy-D    | Хадзимари но хи feat.Mummy-D | Начало дня (с Mummy-D)   |
| 10 марта 2010    | 雨あがりの朝に               | Амэ агари но аса ни          | Утром после дождя        |
| 28 апреля 2010   | サヨナラホームラン           | Саёнара хомуран              | Прощай полный успех      |
| 23 февраля 2011  | 約束                         | Якусоку                      | Обещание                 |

### DVD
1. DVD CLIPS «1095» (26 февраля 2002)
2. DVD CLIPS&LIVE «+731» (26 февраля 2002)
3. Сборник видеоклипов «20 MUSIC CLIPS OF SUGA SHIKAO» (12 мая 2004)
4. Shikao & The Family Sugar〜FAN-KEY PARADE '07〜 in 日本武道館 (13 июня 2007)
5. 情熱大陸 × スガシカオ (25 июля 2008)

## Радио и ТВ

### Радио
За 8 лет на радио J-WAVE Сикао много работал ди-джеем, и у него долгое время была своя передача «RADIO SUGAR», которая шла в 20 часов.
- «OH! MY RADIO» (радио J-WAVE) — постоянный гость по четвергам с октября 2001 по март 2005 (программа идёт ежедневно с 22:00 до 23:50).
- «NIGHT STORIES» (радио J-WAVE) — ведущий по понедельникам с октября 2005 по март 2006 (программа шла с 00:30 до 03:00 и была доступна в виде подкаста
- «NTT DOCOMO Kansai BEAT ON THE RADIO» (радио FM802) — постоянный гость с 5 января по 30 марта 2007.
- Радио для мобильных телефонов Утакясу:

«Суга Сикао гэйно гиригири кэдзи» (с апреля по сентябрь 2006 года);
«Суга стэйшн» (с августа 2007 по настоящее время)
Он неоднократно говорил о своей любви к радио, и когда радио FM802 устраивало живую трансляцию из Кобэ, город Санномия, он появился там не ради продвижения, а просто для участия (за что один из диджеев, Накадзима Хирото, посмеялся над ним, сказав «Ну какой же исполнитель приходит на такие мероприятия не для того, чтобы себя продвигать!»).

### Реклама
Майнити коммьюникейшн
Канэбо (2007 год)

### ТВ
SPACE SHOWER TV×MOOCS LIVE inc. — с декабря 2005 по март 2006.